# Bildanalys
Bildanalys syftar till förståelse och kategorisering av bilder.
Det finns många infallsvinklar, man gör ofta en distinktion mellan de metoder och läror som, å ena sidan, vill beskriva de element som bygger upp en bild och de regler som får dem att samverka, d.v.s. bildens inre struktur och, å andra sidan, de som vill förklara en bild utifrån den kontext bilden fungerar i eller på annat vis hänvisar till universella principer för att göra distinktioner mellan olika bilder. 
Vad ser du i bilden?
färger former och linjer - hur inverkar de på uttrycket?